# Индустриальный (Петропавловск-Камчатский)
Индустриальный — микрорайон города Петропавловска-Камчатского; упразднённый в 1959 году посёлок городского типа в Камчатском крае России. Название сохранилось в урбанониме улица Индустриальная Петропавловска-Камчатского.

## Топоним
Первоначально именовался посёлком при судоверфи или третьей стройкой.

## История
Возник в декабре 1934 года при строительстве судоремонтной верфи.
В 1940 году получил статус посёлка городского типа и название Индустриальный.
5 января 1959 года включён в состав Петропавловска-Камчатского и ныне является одним из его микрорайонов.

## Инфраструктура
Судоверфь.